# Суперсано
Суперса̀но (на италиански: Supersano) е малко градче и община в Южна Италия, провинция Лече, регион Пулия. Разположено е на 105 m надморска височина. Населението на общината е 4514 души (към 2011 г.).